# My Pistachio
My Pistachio (마이 피스타치오) è un cortometraggio sudcoreano a tematica omosessuale rilasciato il 26 giugno 2018.

## Trama
Muyeong, un ragazzo molto timido, si è appena iscritto al club di teatro della sua scuola e vorrebbe interpretare il monologo d'amore della sceneggiatura attualmente in lavorazione ma il regista Hanbit (di cui è segretamente innamorato) non ritiene che lui sia la scelta migliore preferendo un altro attore.
Poco prima di rappresentare lo spettacolo la compagnia teatrale si riunisce a festeggiare con birra e pistacchi (il cibo preferito di Hanbit) fin quando Muyeong, ormai ubriaco, recitando il monologo sopracitato dichiara il proprio amore per Hanbit per poi vomitargli sui pantaloni perdendo i sensi.
Una volta ripresosi il gruppo deve mettere in scena, davanti a un professore, il monologo ma l'attore protagonista soffre di una brutta diarrea causata dai pistacchi mangiati poco prima e, non avendo alternative, delegano la parte a Muyeong. Quest'ultimo declama il monologo rivolto ad Hanbit (che è sugli spalti) e, una volta concluso, riceve il plauso del professore. Dopo l'allontanamento di quest'ultimo Hanbit raggiunge, sul palcoscenico, Muyeong e i due, perdutamente innamorati, si baciano.